# Ветчинов, Денис Васильевич
Дени́с Васи́льевич Ветчи́нов (28 июня 1976 — 9 августа 2008) — российский офицер, майор, заместитель командира 135-го мотострелкового полка 19-й мотострелковой дивизии по воспитательной работе, Герой Российской Федерации. Принимал участие в войне в Грузии. Погиб на 33-м году жизни на 2-е сутки конфликта в бою за освобождение блокированных в расположении миротворческого батальона мирных жителей и бойцов батальона в Цхинвале, прикрывая отход товарищей.

## Биография
Родился 28 июня 1976 года в посёлке Шантобе Балкашинского района (ныне Сандыктауского) Целиноградской (ныне Акмолинской) области в Казахстане. В 1993 году окончил среднюю школу имени В. М. Комарова посёлка Шантобе.
С 1993 года проходил срочную службу.
С 1995 года по 1999 год обучался в Омском общевойсковом командном училище имени М. В. Фрунзе. В 1998 году в рамках реформы военного образования оно было расформировано, поэтому в 1999 году после окончания 4-го курса Ветчинов был переведён в Казань, где в 2000 году окончил Казанский филиал Челябинского танкового института (в настоящее время — Казанское высшее военное командное училище).
С февраля 2000 года в составе 205-й мотострелковой бригады участвовал во Второй чеченской войне.
2001—2003 — участвовал в боевых действиях.
2004—2008 — служил в 70-м гвардейском мотострелковом полку в должности заместителя командира артиллерийского дивизиона по воспитательной работе.
1 января 2005 года Д. В. Ветчинову присвоено звание майор.
С марта 2008 года — заместитель командира 135-го мотострелкового полка 19-й мотострелковой дивизии 58-й армии по воспитательной работе.

### Последний бой
7 августа 2008 года 32-летний майор Д. В. Ветчинов отправился в боевую командировку в Южную Осетию. Согласно интервью Анатолия Хрулёва, 58-я армия начала выдвигаться в 1:40 8 августа.
9 августа, на третий день войны в Грузии, армейская колонна батальонно-тактической группы мотострелкового батальона 58-й армии во главе с генералом А. Н. Хрулёвым была направлена в Цхинвал на помощь бывшим российским миротворцам: «Я только спустя год узнал от командующего, какую задачу поставили колонне — она фактически была колонной смертников, которая должна была помешать грузинам закрыть последнюю дырку на трассе, которая вела в город, — писал военкор Александр Коц. — И эта дырка находилась в непосредственной близости от расположения нашего миротворческого батальона, по которому долбили прямой наводкой и у которого в подвале пряталось около 100 мирных жителей местных. Собственно, у колонны была задача оттянуть на себя основной огонь, основные силы грузин, чтобы миротворцы и гражданские смогли выйти. Они вышли без потерь, а в нашей колонне в результате завязавшегося боя, который длился около 2 часов, были потери 26-27 человек — то есть треть всех потерь за всю пятидневную войну. Я впервые оказался в центре боя, где стрельба идет на расстоянии 5-10 метров и ты видишь лица противника, видишь, как от пуль разрывается одежда… Стрельба в упор, я ни до, ни после такого не видел». Колонна была атакована отрядом спецназа ВС Грузии из засады. Достоверно известно о смертельном ранении майора Д. В. Ветчинова, гибели солдата-водителя генерала А. Н. Хрулёва и ранении самого генерала.
«Спасший меня Денис Ветчинов... Раненые и убитые лежали в кювете, надо было забрать людей, и мы с ним, чтобы позвать помогу для эвакуации, пошли вдоль забора, а он был скрыт кустами. И наткнулись на двух грузинских солдат, которые открыли огонь в упор, с метра. Денис начал стрелять в ответ, уничтожил их, сам был тяжело ранен, но спас меня и всех, кто здесь лежал.  Прикрыл собой. Настоящий герой»,  — рассказал о нём военкор Александр Сладков.
В ходе боя вечером 9 августа майор Д. В. Ветчинов, несмотря на полученные им множественные огнестрельные ранения, организовал оборону и отход вверенного ему подразделения. Уже будучи серьёзно раненым, прикрывал огнём из пулемёта своих подчиненных и группу следовавших вместе с колонной из 6 журналистов, в том числе ВГТРК, газет «Московский комсомолец» и «Комсомольская правда», которых фактически спас от гибели. Был ещё раз тяжело ранен в голову. Спасти ему жизнь не успели: майор Д. В. Ветчинов скончался по дороге в госпиталь. Впоследствии именно журналистский коллектив «КП» первым ходатайствовал о его представлении к государственным наградам посмертно.

#### Версия«Красной звезды»

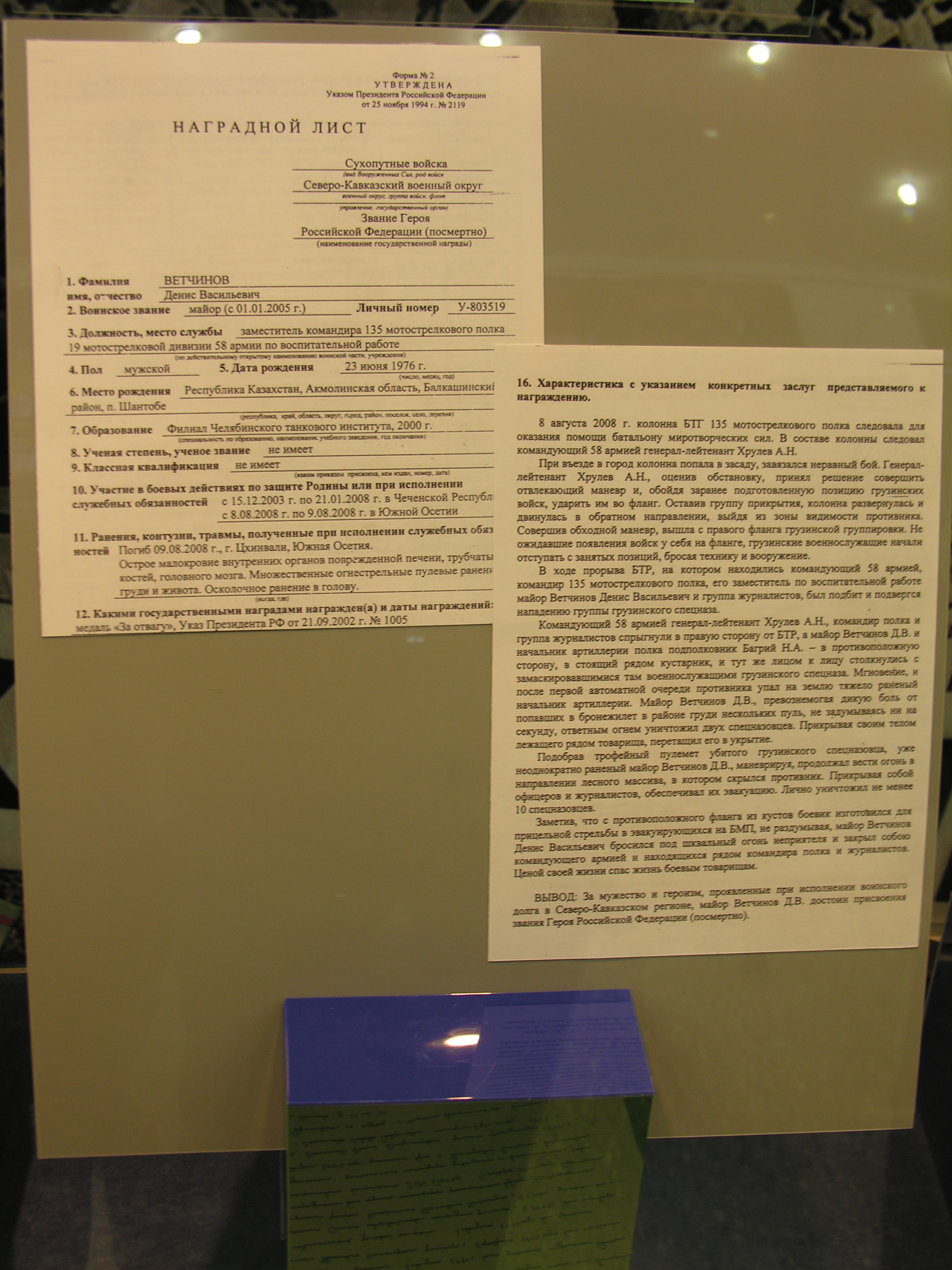
Наградной лист Д. В. Ветчинова (Выставка «Кавказ. Пять дней в августе» в Центральном музее Вооружённых Сил Российской Федерации, Москва).

Газета «Красная звезда» так описала подвиг Ветчинова:

Усиленный мотострелковый батальон 135-го мотострелкового полка 19-й мотострелковой дивизии 9 августа подошёл к разрушенному Цхинвали. Поступил приказ: заняв северную окраину чадящего копотью пожарищ города, добраться до миротворческого батальона и оказать ему боевую поддержку! Однако только колонна оперативной группы, в которой находился командующий 58-й армией, вошла в городскую черту, как на одном из перекрёстков она попала под шквальный огонь засады грузинского спецподразделения.
Бронетранспортёр начальника артиллерии мотострелкового полка подполковника Николая Багрия и заместителя комполка по воспитательной работе майора Дениса Ветчинова оказался в центре обстрела. Сиганув с застопорившей ход брони на землю, офицеры с солдатами бросились с дороги в направлении разрушенных домов. Неожиданно подполковник Багрий нос к носу столкнулся с двумя грузинскими спецназовцами.
— Стреляй! — быстро крикнул начарту Денис, открыв огонь по ближайшему грузину. Багрий уложил второго.
Майор Ветчинов, подобрав вражеский пулемёт, перебежал на левую сторону дороги, изобиловавшую густым кустарником, и начал выбирать более удобную огневую позицию, скомандовав бойцам, чтобы вокруг колонны организовали круговую оборону. К ним с подполковником Багрием присоединились водитель командующего 58-й армией и два военных корреспондента. Впереди на простреливаемой дороге сиротливо приткнулся у обочины бронетранспортер. Денис, махнув рукой — мол, идите за мной, — начал пробираться вдоль горевшего забора к броне. Он шёл первым. Поднялся к дороге лишь на секунду, осмотреться. И тут же упал как подкошенный: вражеская очередь перебила ему ноги. Но, превозмогая боль и увидев выскочившего на россиян боевика, успел крикнуть: «Назад! Здесь грузин!» Противник открыл огонь, ранив подполковника Багрия и журналистов. И это было последнее, что боевик успел натворить в своей паскудной жизни: майор Ветчинов, на пределе сил спасая жизни раненых товарищей, пулемётной очередью раскроил его надвое. Огненным веером прошёлся по кустам и, убедившись, что раненым ничто уже не угрожает, стиснув зубы, стал прикрывать огнём укрывшихся за бронетехникой комполка и командарма. В этот момент он получил тяжёлое ранение в голову.
К сожалению, спасти жизнь офицеру не успели: заместитель командира 135-го мотострелкового полка по воспитательной работе майор Денис Ветчинов скончался по дороге в госпиталь.

В числе спасённых Денисом Ветчиновым журналистов были военный корреспондент «Комсомольской правды» Александр Коц, специальный корреспондент ВГТРК Александр Сладков, корреспондент «Московского комсомольца» Виктор Сокирко.

## Награды
- Герой Российской Федерации (15 августа 2008 года, посмертно) за мужество и героизм, проявленные при исполнении воинского долга в Северо-Кавказском регионе[11]
- Медаль «За отвагу» (2002)[12]
- Медаль «За воинскую доблесть» I степени
- Медаль «За отличие в военной службе» 3 степени
- Орден «Уацамонга» (Южная Осетия, 23 ноября 2008 года, посмертно) — за мужество, героизм и самоотверженность, проявленные в боях при отражении вооруженной агрессии Грузии против Республики Южная Осетия[13][14]

## Семья
Отец — Василий Ветчинов. Мать — Любовь Гавриловна Ветчинова.
Жена — Екатерина Ветчинова, дочь — Мария.

## Память
15 августа 2008 года похоронен в Волгограде на Аллее Героев Димитриевского (Центрального) кладбища.
На территории дислоцированной во Владикавказе 19-й мотострелковой дивизии уже 15 мая 2009 года был установлен бронзовый бюст Д. В. Ветчинова, работы кубанского скульптора Александра Аполлонова.
9 августа 2009 года, ровно через год после гибели Д. В. Ветчинова, на его могиле в Волгограде установили памятник. В десятилетнюю годовщину со дня гибели майора Ветчинова прошло торжественное мероприятие, на которое прибыли спасённые им журналисты Александр Коц и Александр Сладков, генерал Анатолий Хрулёв и сослуживцы Ветчинова.
Во Владивостоке именем Дениса Ветчинова названа самоходная баржа.
8 августа 2011 года в Цхинвале открыли памятник Герою России Денису Ветчинову. Этот памятник является точной копией того, что был установлен ранее во Владикавказе.
4 октября 2012 года в селе Гуфта Дзауского района Южной Осетии состоялось открытие мемориальной доски Герою России, майору Денису Ветчинову, погибшему при отражении грузинской агрессии в августе 2008 года. Его именем была названа Гуфтинская средняя школа.
На доске выпускников-героев Омского кадетского корпуса МО РФ (Омск, пр.Ленина 26), ставшего преемником Омского высшего военного командного училища имени Фрунзе, выгравировано имя героя. Кроме того, в музее учебного заведения создана экспозиция, посвященная Денису Ветчинову.

## В искусстве
В фильме «Август. Восьмого» Ветчинов стал прототипом капитана Ильи, в исполнении Хасана Бароева.